# Mykwa w Piasecznie

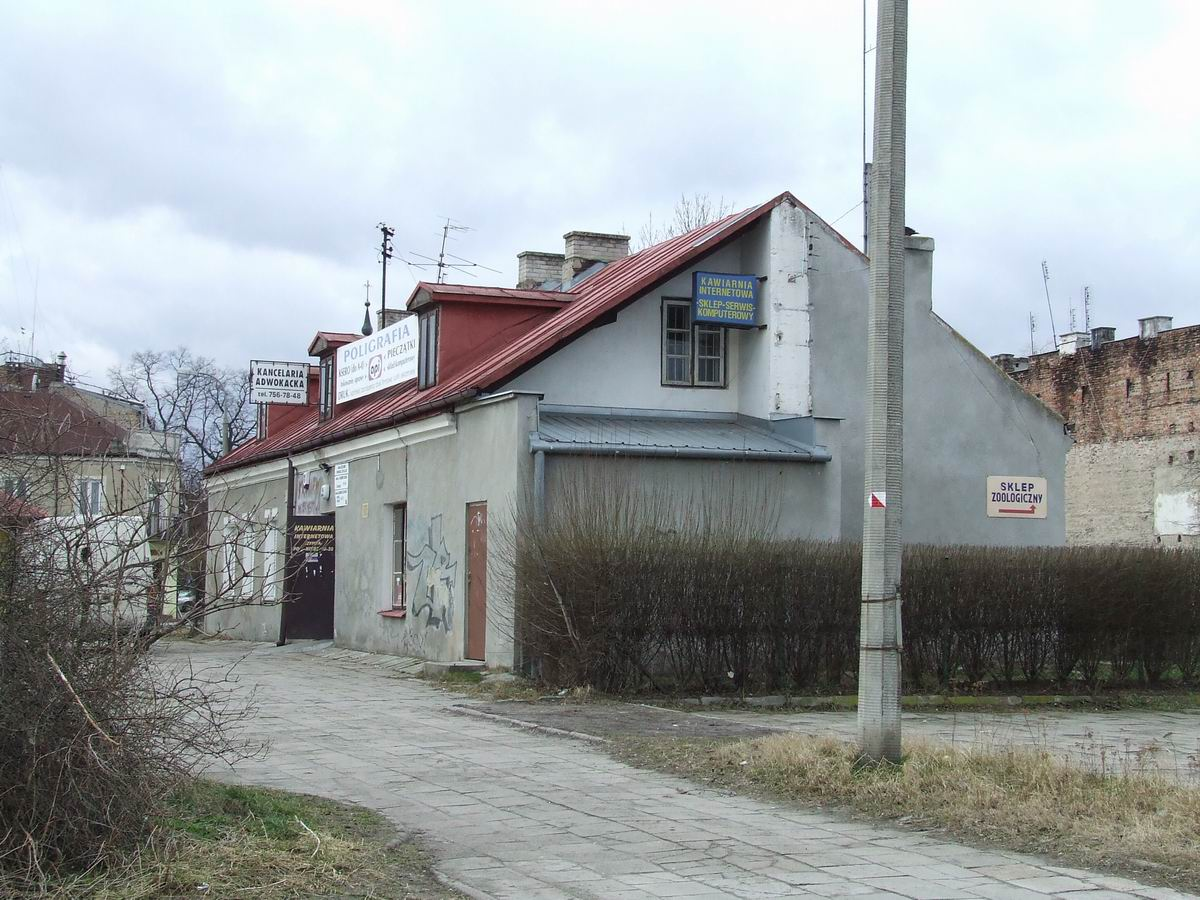
Budynek mykwy

Mykwa w Piasecznie – budynek dawnej mykwy żydowskiej w Piasecznie przy ulicy Zgoda 1A.
Pierwsze wzmianki o mykwie pochodzą z grudnia 1865 z listu Szloma Offmana do magistratu w Piasecznie. Budynek przetrwał mimo zburzenia w 1978 synagogi piaseczyńskiej wraz z otaczającymi ją budynkami.
W czasie II wojny światowej funkcję rabina pełnił w mieście Kalman Szapiro (ostatni rabin getta warszawskiego), przyrodni brat Szymona Huberbanda.W związku z zamykaniem od początku 1940 r. warszawskich mykw tamtejsi Żydzi korzystali z łaźni w okolicznych miejscowościach. Piaseczno zaczęło być odwiedzane, głównie przez kobiety, po wprowadzeniu ograniczeń w podróżowaniu koleją (do miasta docierano wąskotorową kolejką grójecką). Z inicjatywy Szapiro, dzięki pieniądzom zebranym wśród warszawskich Żydów, piaseczyńska mykwa ogrzewana była codziennie (wcześniej raz w tygodniu). Żydzi dokonywali również kąpieli rytualnych w Wiśle. Według Huberbanda nie trwało to długo, bo „wiele kobiet, które nie były przyzwyczajone do zimnej wody w Wiśle, przeziębiało się, dostawały zapalenia płuc lub zapadały na inne choroby. [...]. Znów zaczęła się akcja z Piasecznem, Rembertowem i Pruszkowem”. Przyjazdy ustały na skutek wprowadzenia kolejnych ograniczeń w podróżowaniu przez Żydów komunikacją zbiorową.
Znajdowała się tu siedziba Hufca Związku Harcerstwa Polskiego im. Bohaterów Pokoju, przy czym równocześnie na piętrze znajdowała się kancelaria adwokacka. Później znajdowała się w niej kafejka internetowa oraz sklep zoologiczny. W 2012 został otwarty bar piwny Bar Mykwa, później przez krótki czas lokal zajmował kawiarnio-pub Klimat.
Budynek jest własnością Warszawskiej Gminy Żydowskiej.